# 21 novembre dans les chemins de fer
21 octobre 21 décembre
Chronologies thématiques
- Croisades
- Sports
- Disney

Cette page concerne les événements qui se sont déroulés un 21 novembre dans les chemins de fer.

## Événements

### XIXesiècle
- 1847. France : Inauguration de la section Abbeville-Neufchâtel du chemin de fer d'Amiens à Boulogne (compagnie du chemin de fer d'Amiens à Boulogne)

### XXIesiècle
- 2009 : inauguration de l'extension du T2 entre Issy et la porte de Versailles